# Hãn quốc Sát Hợp Đài
Hãn quốc Sát Hợp Đài hay Sát Hợp Đài hãn quốc (tiếng Mông Cổ: Tsagadai Khan Uls/Цагадайн улс) là một hãn quốc Turk-Mông Cổ bao gồm các phần lãnh thổ do Sát Hợp Đài cùng những hậu duệ quản lý, ông là người con trai thứ hai của Thành Cát Tư Hãn. Ban đầu Hãn quốc được coi là một phần của Đế quốc Mông Cổ, nhưng về sau hoàn toàn độc lập.
Vào thời đỉnh cao cuối thế kỷ 13, hãn quốc có lãnh thổ trải dài từ Amu Darya ở phía Nam biển Aral đến dãy núi Altai ở biên giới Mông Cổ-Trung Quốc ngày nay.
Hãn quốc tồn tại từ thập niên 1220 cho đến cuối thế kỷ 17, mặc dù phần phía tây của hãn quốc đã rơi vào tay Tamerlane từ thập niên 1360. Phần phía đông vẫn nằm dưới quyền cai trị của các hãn của hãn quốc Sát Hợp Đài, họ đôi khi liên minh nhưng cũng có khi chiến đấu với triều Timur. Cuối cùng, vào thế kỷ 17, phần lãnh thổ còn lại của hãn quốc Sát Hợp Đài rơi vào tay chế độ thần quyền của Apaq Khoja (A Phách Khắc Hòa Trác) và các hậu duệ của ông ta, các Khoja (hòa trác), những người liên tục cai trị Đông Turkestan dưới thời hãn quốc Dzungar và Mãn Châu.

## Thành lập
Đế quốc của Thành Cát Tư Hãn do người con trai thứ ba của ông là Oa Khoát Đài (Ögedei) thừa kế, Đại Hãn kiểm soát vùng đất phía đông hồ Balkhash xa đến Mông Cổ. Đà Lôi (Tolui), người con trai út, đang nắm giữ vùng đất trung tâm, tức phía bắc Mông Cổ. Sát Hợp Đài, người con trai thứ hai, được nhận Transoxania nằm giữa các sông Amu Darya và Syr Darya tại Uzbekistan ngày nay, và khu vực quanh Kashgar. Ông lập đô tại Almalik (A Lực Ma Lý) gần Kulja (Y Ninh) ở tây bắc Trung Quốc ngày nay. Ngoài các vấn đế về dòng dõi, kế thừa, đế quốc Mông Cổ còn bị đe dọa bởi sự phân chia về văn hóa và dân tộc giữa người Mông Cổ và các thần dân người Turk theo Hồi giáo.
Oa Khoát Đài chết trước khi thực hiện tham vọng chinh phục toàn bộ Trung Hoa Đại Lục và quá trình quá độ đã không ổn định với con trai của ông là Quý Do (Güyük), vợ của Oa Khoát Đài là Chiêu Từ Hoàng hậu Thoát Liệt Ca Na (Töregene) đã nhiếp chính 5 năm sau khi Oa Khoát Đài chết. Việc chuyển giao được thông qua bằng một kurultai, là một buổi lễ hợp lệ, nhưng không có sự hiện diện của Bạt Đô (Batu), vị hãn có khuynh hướng độc lập của Hãn quốc Kim Trướng. Sau khi Quý Do mất, Bạt Đô cử Biệt Nhi Ca (Berke), người này đã cùng góa phụ của Đà Lôi là Toa Lỗ Hòa Thiếp Ni (Sorghaghtani Beki) thao túng, và trong kurultai sau (1253), các hậu duệ của Oa Khoát Đài đã bị Mông Kha (Möngke) qua mặt, người này là con trai của Đà Lôi và được cho là có thiện chí với Cảnh giáo. Vùng đất dành cho con cháu Oa Khoát Đài bị chia cắt, chỉ những thành viên nào không ngay lập tức chống đối được ban cho các thái ấp nhỏ.

## Sau cái chết của Sát Hợp Đài
Sát Hợp Đài qua đời năm 1242, một thời gian ngắn sau khi em trai Oa Khoát Đài mất. Trong gần hai mươi năm sau đó, hãn quốc Sát Hợp Đài là một quốc gia lệ thuộc triều đình trung ương Mông Cổ, thế lực này có thể phế truất và bổ nhiệm các hãn theo ý họ. Các thành phố tại Transoxiana trong khi nằm trong biên giới của hãn quốc này nhưng lại do các quan lại chịu trách nhiệm trực tiếp với Đại Hãn cai quản.
Việc lệ thuộc vào triều đình trung ương đã kết thúc trong thời gian cai trị của cháu nội Sát Hợp Đài là A Lỗ Hốt (Alghu, 1260–1266), ông đã lợi dụng cuộc nội chiến giữa Hốt Tất Liệt (Khubilai) và A Lý Bất Ca (Ariq Boke) để nổi dậy chống lại A Lý Bất Ca, chiếm được thêm các lãnh thổ mới và giành được lòng trung thành của các quan chức của Đại Hãn tại Transoxiana. Hầu hết thành viên nhánh Sát Hợp Đài ban đầu ủng hộ Hốt Tất Liệt nhưng đến năm 1269 họ đã gia nhập lực lượng cùng Oa Khoát Đài hãn quốc.
Người thừa kế cuối cùng của A Lỗ Hốt là Bát Lạt (Baraq, 1266–1271), ông đã trục xuất quan lại cai trị khu vực Tân Cương của Hốt Tất Liệt, nhanh chóng vướng vào cuộc xung đột với hãn Hải Đô (Kaidu) của nhánh Oa Khoát Đài, người này nhận được sự trợ giúp của Kim Trướng Hãn Quốc và tấn công nhánh Sát Hợp Đài.

Sát Hợp Đài hãn quốc và vùng lân cận vào cuối thế kỷ 13

Bát Lạt nhanh chóng bị giam hãm tại Transoxiana và buộc phải trở thành chư hầu của Hải Đô. Đồng thời, ông đang có xung đột với A Bát Cáp (Abaqa), hãn của Y Nhi hãn quốc tại Ba Tư. Bát Lạt tấn công trước, nhưng bị quân Y Nhi hãn quốc đánh bại và phải rút lui đến Transoxiana, nơi ông mất không lâu sau đó.
Một vài hãn nhánh Sát Hợp Đài sau đó được Hải Đô chỉ định, còn ông ta vẫn duy trì ảnh hưởng lên hãn quốc này cho đến khi qua đời. Ông cuối cùng đã tìm thấy một hãn phù hợp, một con trai của Bát Lạt tên là Đô Oa (Duwa, 1282–1307), người này đã tham gia vào các cuộc chiến của Hải Đô với Hốt Tất Liệt và các hậu duệ cai trị nhà Nguyên. Cả hai vị quân chủ này đều tích cực chống lại Y Nhi hãn quốc. Sau cái chết của Hải Đô vào năm 1301, Đô Oa từ bỏ lòng trung thành với người kế vị của nhánh Oa Khoát Đài. Ông kiến lập hòa bình và nộp triều cống cho nhà Nguyên. Vào thời điểm ông mất, Sát Hợp Đài hãn quốc là một nhà nước hầu như độc lập.

## Kết thúc cai trị Transoxiana
Đô Oa có nhiều con trai, nhiều người trong số đó đã tự xưng hãn. Trong số đó có Khiếp Biệt (Kebek; 1309, 1318–1326), người đã cho chuẩn hóa việc đúc tiền và lựa chọn kinh đô cố định (tại Qarshi), và Tarmashirin (1326–1334), người đã cải sang Hồi giáo và đột kích Vương quốc Hồi giáo Delhi tại Ấn Độ. Trung tâm của hãn quốc được chuyển về khu vực phía tây, tức Transoxiana. Tuy nhiên, Đáp Nhi Ma Thất Lý (Tarmashirin) đã bị hạ bệ sau một cuộc nổi dậy của các bộ lạc ở các tỉnh phía đông và hãn quốc ngày càng trở nên không ổn định trong những năm sau đó. Năm 1346, một tù trưởng bộ tộc tên là Qazaghan đã giết chết hãn của Sát Hợp Đài hãn quốc là Hợp Tán (Qazan) trong một cuộc nổi dậy.
Cái chết của Hợp Tán đã đánh dấu sự kết thúc của thời kỳ nhánh Sát Hợp Đài cai trị trên thực tế Transoxiana. Quyền quản lý các khu vực rơi vào tay các bộ lạc bản địa (chủ yếu là người Turk và người Turk-Mông Cổ) và có các mối liên minh lỏng lẻo với nhau. Để hợp pháp hóa quyền cai trị của mình, họ vẫn duy trì một thành viên là hậu duệ của Thành Cát Tư Hãn trên ngai vàng, song vị trí này chỉ là bù nhìn. Lợi dụng việc này, Trát Ni Biệt (Janibeg) của Kim Trướng hãn quốc đã đòi hỏi quyền thống trị của nhánh Truật Xích đối với Sát Hợp Đài hãn quốc, cố gắng thống nhất ba hãn quốc của đế quốc Mông Cổ. Nhưng nhánh Truật Xích đã để mất Azerbaijan vào tay triều Jalayir (Trát Lạt Diệc Nhi) và nhánh Sát Hợp Đài đã trục xuất các quan lại của Trát Ni Biệt sau khi ông này qua đời vào năm 1357.
Nỗ lực nghiêm túc duy nhất để khôi phục lại quyền thống trị của nhánh Sát Hợp Đài tại Transoxiana đến từ Thốc Hốt Lỗ Thiếp Mộc Nhi (Tughlugh Timur), người đã hai lần xâm lược Transoxiana và cố gắng vô hiệu hóa sức mạnh của các bộ lạc. Tuy vậy, ông đã không thành công và qua đời ngay sau đó. Khi đội quân của ông rời khỏi khu vực, tranh chấp quyền kiểm soát Transoxiana đã diễn ra giữa hai thủ lĩnh bộ lạc, Amir Husayn (cháu nội của Qazaghan) và Timur hay Tamerlane. Timur cuối cùng đã đánh bại Amir Husayn và nắm quyền kiểm soát Transoxiana (1369–1405).
Giống như những người tiền nhiệm của mình, Timur duy trì một hãn bù nhìn trên ngai vàng để hợp pháp hóa quyền cai trị của ông, nhưng các hãn do ông lập ra đều là thành viên của nhánh Oa Khoát Đài chứ không phải từ nhánh Sát Hợp Đài. Trên ba thập kỷ, Timur sử dụng các vùng đất của Sát Hợp Đài hãn quốc làm căn cứ cho các cuộc chinh phục, như Herat tại Afghanistan, Shiraz tại Ba Tư, Baghdad tại Iraq và Damas tại Syria. Sau khi đánh bại đế quốc Ottoman tại Angora, Timur mất vào năm 1405 khi đang hành quân trên đất Trung Quốc ngày nay. Sau khi ông chết, các hậu duệ của ông, tức nhánh Timur, được ghi chép là cũng có các hãn bù nhìn của họ cho đến giữa thế kỷ 15. Tuy nhiên, di sản của Sát Hợp Đài vẫn còn; các đội quân của Timur được gọi là quân Sát Hợp Đài, và ngôn ngữ văn chương được sử dụng tại đế quốc Timur và đế quốc Moghul láng giềng ở phía đông được gọi là Turk-Sát Hợp Đài.

## Tiếp tục cai trị Đông Turkestan
Bắt đầu từ giữa thế kỷ 14, một hãn quốc mới dưới hình thức liên minh bộ lạc du mục do một thành viên của gia tộc Sát Hợp Đài lãnh đạo đã hình thành ở khu vực sông Y Lê. Do đó, nó được coi là một sự tiếp nối của Sát Hợp Đài hãn quốc, song cũng được gọi là Hãn quốc Moghul, do cư dân của các bộ lạc đều có nguồn gốc được coi là "Moghul" (tức Mông Cổ) thuần chủng, trái ngược với cư dân chủ yếu là Turk hay Mông Cổ bị Turk hóa tại Transoxiana.
Các khu cực phía đông của Sát Hợp Đài hãn quốc vào đầu thế kỷ 14 là nơi sinh sống của một số bộ lạc du mục Mông Cổ. Các bộ lạc này phẫn nộ trước việc Đáp Nhi Ma Thất Lý cải sang Hồi giáo và di chuyển nơi ở của hãn đến Transoxiana. Họ đứng đằng sau cuộc nổi loạn kết thúc với cái chết của ông. Một trong số các hãn kế vị Đáp Nhi Ma Thất Lý là Sưởng Thất (Changshi) ông có thiện ý với vùng phía đông và có tư tưởng chống Hồi giáo.
Vào thập niên 1340, một loạt cuộc tranh đấu đã nổ ra để tranh giành vị trí cai quản Transoxiana, các thành viên của nhánh Sát Hợp Đài đã ít quan tâm đến khu vực phía đông. Kết quả là các bộ lạc miền đông hầu như độc lập. Mạnh nhất trong các bộ lạc là người Dughlat, kiểm soát vùng lãnh thổ rộng lớn tại Moghulistan và phía tây lòng chảo Tarim. Năm 1347, người Dughlat quyết định phong một hãn riêng cho mình, và đưa Thốc Hốt Lỗ Thiếp Mộc Nhi (Tughlugh Timur), cũng thuộc nhánh Sát Hợp Đài, lên ngôi.
Thốc Hốt Lỗ Thiếp Mộc Nhi (1347–1363) do đó là người đứng đầu của một liên minh bộ lạc, quản lý bồn địa Tarim và Moghulistan (được đặt tên theo người Moghul). Thời cai trị của ông cùng giai đoạn với hàng loạt các hãn bù nhìn cai trị ở Transoxiana, nghĩa là có hai hãn của nhánh Sát Hợp Đài: một ở phía tây, trung tâm tại Transoxiana, và một ở phía đông, trung tâm tại Moghulistan. Tuy nhiên, không giống như các hãn ở phía tây, Thốc Hốt Lỗ Thiếp Mộc Nhi là một lãnh đạo mạnh mẽ, ông đã cải sang Hồi giáo vào năm 1354 và đã tìm cách để làm giảm sức mạnh của người Dughlat. Năm 1360, ông đã tận dụng một rối loạn tại Transoxiana và tuyên bố mình là hậu duệ hợp pháp của Sát Hợp Đài để xâm chiếm và kiểm soát khu vực, qua đó tái hợp tạm thời hai hãn quốc. Trong lần xâm lược thứ hai vào năm 1361, ông đã bổ nhiệm người con là Dã Lý Nha Tư Hỏa Giá (Ilyas Khoja) làm thủ lĩnh Transoxiana, tuy nhiên, Tughlugh Timur đã không thể giữ được khu vực một cách lâu dài, và người Moghul cuối cùng bị Amir Husayn và Timur trục xuất, hai người này về sau lại chiến đấu với nhau để tranh giành kiểm soát Transoxiana.
Sự cai trị của nhánh Sát Hợp Đài tại Moghulistan tạm thời gián đoạn do cuộc đảo chính của tiểu vương người Dughlat là Qamar ud-Din, có vẻ như người này đã giết chết Dã Lý Nha Tư Hỏa Giá và một số thành viên khác của nhánh. Người Moghul vẫn nghe lời ông ta và luôn xảy ra chiến tranh với Timur, người đã xâm lược Moghulistan vài lần song đã không thể bắt các cư dân tại đây khuất phục. Một thế lực nhánh Sát Hợp Đài được phục hồi vào thập niên 1380, nhưng người Dughlat vẫn giữ một vị trí quan trọng trong khu vực, bốn mươi năm sau đó họ đã lập nên một vài vị hãn theo lựa chọn riêng của mình.
Chu kỳ này bị Oai Tư Hãn (Uwais Khan, 1418–1428) phá vỡ, ông là một người Hồi giáo sùng đạo và thường xuyên có chiến tranh với người Oirat (Tây Mông Cổ, Vệ Lạp Đặc) những người thường di chuyển ở khu vực phía đông hồ Balkash. Ông thường đánh bại và từng hai lần bắt được Dã Tiên (Esen Tayishi) của người Oirat, song đều bảo đảm an toàn và phóng thích. Kế vị Oai Tư Hãn là Dã Tiên Bất Hoa II (Esen Buqa II, 1428–1462), ông thường xuyên tấn công đế quốc Timur ở phía tây. Vào giai đoạn cuối trong thời cai trị, ông tranh chấp với người em trai Vũ Nô Tư Hãn (Yunus Khan, 1462–1487), người đã được đế quốc Timur đưa lên ngôi hãn nhằm chống lại Dã Tiên Bất Hoa. Vũ Nô Tư Hãn đánh bại người Uzbek và duy trì quan hệ tốt đẹp với người Kazakh và đế quốc Timur, song phía tây lòng chảo Tarim rơi vào tay một cuộc khởi nghĩa của người Dughlat. Năm 1484, ông chiếm được Tashkent từ tay đến quốc Timur.
Trong thế kỷ 15, các hãn Moghul ngày càng bị Turk hóa. Vũ Nô Tư Hãn thậm chí còn được nói là có nét mặt của người Tajik thay vì Mông Cổ. Việc Turk hóa này có thể đã không diễn ra một cách rộng rãi đối với toàn bộ dân Moghul, những người đã cải đạo sang Hồi giáo chậm hơn các hãn và các tiểu vương (mặc dù vào giữa thế kỷ 15, người Moghul được coi là có phần lớn theo Hồi giáo). Các hãn cũng đưa vào luật sharia của Hồi giáo bên cạnh luật Yassa (pháp điển Thành Cát Tư Hãn) của người Mông Cổ.

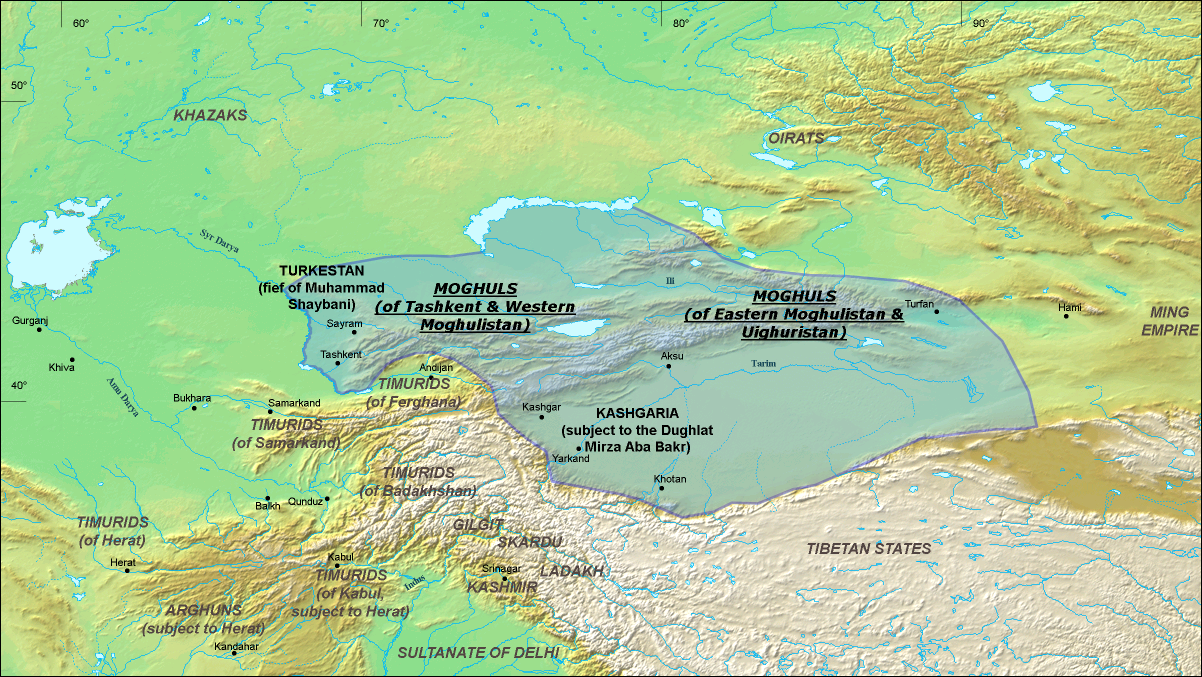
Lãnh thổ Hãn quốc Đông Sát Hợp Đài (Moghul) vào năm 1490

Sau cái chết của Vũ Nô Tư Hãn, lãnh thổ của hãn quốc bị phân chia cho những người con của ông. Tốc Đàn A Khắc Ma (Sultan Ahmad, Ahmad Alaq; 1487–1503), nắm giữ Đông Moghulistan và Uighuristan và đã có một loạt chiến thắng trước người Oirat, đột kích vào lãnh thổ nhà Minh và cố gắng giành lấy phía tây của lòng chảo Tarim từ tay người Dughlat, song ông cuối cùng đã không thành công. Năm 1503, ông đi về phía tây để giúp người anh/em trai là Tốc Đàn Mã Cáp Mộc (Sultan Mahmud/Mahmud Khan, 1487–1508), người cai trị Tashkent và miền tây Moghulistan, chống lại người Uzbek dưới sự chỉ huy của Muhammad Shaybani. Hai anh em đã bị đánh bại và bắt giữ; dù họ được thả song Tashkent đã bị người Uzbek chiếm. Ahmad Khan chết không lâu sau đó và kế vị ông là con trai Tốc Đàn Mãn Tốc Nhi (Sultan Mansur, Mansur Khan, 1503–1545), người đã chiếm Kumul (Cáp Mật), một vùng phiên thuộc của nhà Minh, vào năm 1513. Mahmud Khan đã dành nhiều năm để cố gắng lấy lại quyền lực của mình tại Moghulistan; ông cuối cùng đã từ bỏ và đầu hàng Muhammad Shaybani song đã bị hành quyết.
Anh/em trai của Mansur Khan là Tái Đức (Sultan Said Khan, 1514–1533) đã chinh phục phía tây của lòng chảo Tân Cương từ tay người Dughlat vào năm 1514 và lên ngôi tại Kashgar. Sau đó, hãn quốc Moghul bị phân chia lâu dài, mặc dù Tái Đức là một chư hầu trên danh nghĩa của Mansur Khan tại Turfan (Thổ Lỗ Phồn). Sau khi Tái Đức mất, Lạp Thất Đức (Abdurashid Khan, 1533–1565) lên kế vị, ông bắt đầu thời cai trị của mình bằng việc giết một thành viên của người Dughlat. Một cháu trai của tiểu vương đã chết, Mirza Muhammad Haidar Dughlat chạy đến Đế quốc Mogul tại Ấn Độ và cuối cùng chinh phục Kashmir, Nơi ông viết lịch sử của người Moghul. Abdurrashid Khan cũng đã chiến đấu nhằm giữ Moghulistan, chống lại người Kyrgyz và người Kazakh, nhưng Moghulistan cuối cùng cũng bị mất; sau đó người Moghul bị hạn chế tại lòng chảo Tarim.

## Kết thúc
Vào cuối thế kỷ 16 và đầu thế kỷ 17, hãn quốc Moghul tại Kashgar đã trải qua một thời kỳ tản quyền, với một số tiểu hãn quốc nổi lên với các trung tâm tại Kashgar, Yarkant, Aksu và Khotan. Cùng lúc đó, các hãn ngày càng từ bỏ quyền thế tục cho các khoja, cho đến khi họ có quyền lãnh đạo thực sự đối với Kashgaria. Các khoja bị phân chia thành hai phái: Aq Taghlik và Kara Taghlik. Tình trạng này kéo dài đến thập niên 1670, khi các hãn Moghul dường như đã cố gắng để tái khẳng định quyền lực của mình bằng việc trục xuất lãnh đạo của Aq Taghlik. Aq Taghlik phản ứng bằng cách yêu cầu trợ giúp từ người Dzungar (tức người Oirat); người Dzungar đã xâm chiếm Kashgaria, giam cầm hãn, và thiết lập Aq Taghlik tại Kashgar. Họ cũng đã giúp Aq Taghlik chiến thắng Kara Taghlik tại Yarkand. Một thời gian ngắn sau đó, vương quốc của người Moghul tại Turpan và Hami cũng bị người Dzungar chinh phục. Lòng chảo Tarim rơi vào tay người Dzungar cho đến khi bị nhà Thanh xâm chiếm vào giữa thế kỷ 19.